# Єрофей Павлович
Єрофей Павлович (рос. Ерофей Павлович) — робітниче селище у Сковородінському районі Амурської області Російської Федерації. Розташоване на території українського історичного та етнічного краю Зелений Клин.
Входить до складу муніципального утворення робітниче селище Єрофей Павлович. Населення становить 4596 осіб (2018).

## Історія
З 20 жовтня 1932 року входить до складу новоутвореної Амурської області.
З 1 січня 2006 року органом місцевого самоврядкування є робітниче селище Єрофей Павлович.

## Населення
| 1939  | 1959  | 1970  | 1979  | 1989  | 2002  | 2009  |
| ----- | ----- | ----- | ----- | ----- | ----- | ----- |
| 8357  | ↗9648 | ↘7998 | ↘7800 | ↘6748 | ↘5625 | ↘5473 |
| 2010  | 2011  | 2012  | 2013  | 2014  | 2015  | 2016  |
| ↘5164 | ↘5150 | ↘5019 | ↘4929 | ↘4818 | ↘4769 | ↘4681 |
| 2017  | 2018  |       |       |       |       |       |
| ↘4648 | ↘4596 |       |       |       |       |       |